# Tin tức Đa Chiều
Tin tức Đa Chiều (tiếng Trung: 多维新闻) là một website tin tức tiếng Trung Quốc được thành lập vào năm 1999 tại thành phố New York, Hoa Kỳ. Tin tức Đa Chiều thường đưa tin tức về chính trị Trung Quốc và đã bị chặn tại Trung Quốc đại lục.
Website được sáng lập bởi Ho Pin (何频) vào năm 1999, ông từng làm việc cho tờ báo nhà nước nhưng sau đó đã rời đi do cảm xúc cá nhân đối với sự kiện Thiên An Môn. Năm 2009, website đã được bán cho ông trùm truyền thông Hồng Kông Yu Pun-hoi.
Ho Pin hiện đang xuất bản Minh Kính Tân Văn (Mingjing News). Tin tức Đa Chiều có một văn phòng tin tức tại Bắc Kinh.
Tin tức Đa Chiều đã dự đoán chính xác danh sách của Đại hội Đảng Cộng sản Trung Quốc lần thứ 16 vào năm 2002 và Đại hội Đảng Cộng sản Trung Quốc lần thứ 17 vào năm 2007.